# 浜海県
浜海県（ひんかい-けん）は中華人民共和国江蘇省に位置する省直轄の県であり、しばらくの間、塩城市の代理管轄下に置かれている。

## 行政区画
- 街道:東坎街道、坎南街道、坎北街道
- 鎮:五汛鎮、蔡橋鎮、正紅鎮、通楡鎮、界牌鎮、八巨鎮、八灘鎮、浜淮鎮、天場鎮、陳濤鎮、浜海港鎮